# Skelpick Long
Der als Skelpick Long (oder Skelpick Burn) bezeichnete Longcairn (deutsch „Langhügel“) ist der größte unter den drei Megalithanlagen, die bei dem Weiler Skelpick, zwischen Strathnaver und Farr in den schottischen Highlands in der Grafschaft Sutherland liegen, die heute Teil der 
Council Area Highland ist. Es ist ein leicht trapezoider so genannter „Horned Cairn“ des Typs der Orkney–Cromarty Passage Tombs mit einer Gesamtlänge (Hügel incl. Hörner) von 72 m. 
Die Anlage ist als Scheduled Monument geschützt.

## Beschreibung
Sowohl an der breiteren Seite am nordwestlichen Ende als auch an der schmaleren am südöstlichen Ende bilden so genannte Hörner zusammen mit den jeweiligen Fronten des Hügels halbrunde Vorhöfe. Der nördliche ist etwa 13,5 m breit und sieben Meter tief, der südliche zehn Meter breit und 3,5 m tief. Die Achse der beiden als Galerie angeordneten Kammern und des 4,5 m langen Ganges steht im stumpfen Winkel zur Achse des aus Bruchstein aufgeworfenen Cairns. Vermutlich wurde auch hier wie bei den Cairns von Camster und den Cairns von Cnoc Freiceadain in der Grafschaft Caithness ein ehemals runder Cairn (Rundcairn) überbaut und dadurch zu einem Langhügel. 
Die polygonalen Kammern haben 3,0 bzw. 3,7 m Durchmesser und sind noch bis zu einer Höhe von etwa 1,8 m erhalten. Ihr etwa 2,4 m langer und 1,15 bis 1,3 m breiter Zugang ist mit Trümmern angefüllt. Die Originalhöhe der Innenkammer wurde, bei der Ausgrabung im Jahr 1867 (Capt. Horsburgh), auf etwa drei Meter geschätzt, obwohl der obere Teil bereits zusammengebrochen war. Teile des ehemaligen falschen Gewölbes aus Trockenmauerwerk waren oberhalb der Wandsteine der Kammer erhalten. Diese Kammerwände bestehen aus aufrecht stehenden Platten und dazwischen liegendem Trocken- oder Zwischenmauerwerk. Die Türstürze, ein gewaltiger Block am Gangende und jener an der Trennstelle der Kammern, sind ebenfalls erhalten.
Etwa 770 m in südöstlicher Richtung von Skelpick Long entfernt liegen die Überreste von „Skelpick South“. Spuren des Ganges und der Kammer sind nicht zu sehen. Der Hügel zeigt aber eindeutig die kurze, gehörnte Form des Skelpick Long. Es ist möglich, dass interne Strukturen noch intakt sind. 
Mit „Skelpick Round“ liegt ein dritter, jedoch schwer zerstörter, Cairn 450 m in südwestlicher Richtung entfernt. Gleichermaßen zerstört ist ein Souterrain.